# Cementerio de Calañas
El cementerio de Calañas es un camposanto situado en el municipio español de Calañas, en la provincia de Huelva, comunidad autónoma de Andalucía. Las instalaciones fueron construidas a finales del siglo XIX, estando situadas al sureste del casco urbano. El cementerio es de titularidad municipal.

## Características
El cementerio fue construido en 1888, estando situado sobre un terreno sensiblemente plano al sur del pueblo, junto a la carretera provincial H-141. Presenta un trazado rectangular y dispone de tres recintos: en el primero se disponen tandas de nichos, mientras que en el segundo se levanta la Capilla y en el tercer recinto dispone el área destinada antiguamente a los no católicos. El camposanto está rodeado por una cerca de fábrica enjabelgada, con molduras de ladrillo y remates de «flambeaux» cerámicos. En 1927 las instalaciones fueron sometidas a una ampliación respecto del diseño original.